# Caulokaempferia larsenii
Caulokaempferia larsenii là một loài thực vật có hoa trong họ Gừng. Loài này được Suksathan & Triboun mô tả khoa học đầu tiên năm 2003.